# 第109師団 (日本軍)
第109師団（だいひゃくきゅうしだん、第百九師団）は、大日本帝国陸軍の師団の一つ。

## 第一次編成
1937年（昭和12年）、日中戦争（支那事変）が勃発すると、日本本土から次々と師団が中国大陸に派遣され、同時に従来の常設師団から新たに特設師団が編成された。第109師団は、1937年8月24日、石川県金沢の留守第9師団の担当で新設された。北支那方面軍隷下となり、同年10月、華北における作戦に動員。太原作戦及び臨汾攻略戦に参加。その後、山西省での治安作戦を担当し、1939年（昭和14年）末に日本に復員。同年12月に廃止された。

### 師団概要
- 通称号：なし
- 軍隊符号：109D
- 編成時期：1937年（昭和12年）8月24日
- 廃止：1939年（昭和14年）12月24日
- 編成地：金沢
- 補充担任：第9師管（金沢）
- 最終位置：金沢

### 歴代師団長
| 代 | 氏名     | 氏名 | 在職期間                                   | 備考         |
| -- | -------- | ---- | ------------------------------------------ | ------------ |
| １ | 山岡重厚 |      | 1937年（昭和12年）8月26日 - 1938年11月9日  | 予備陸軍中将 |
| ２ | 阿南惟幾 |      | 1938年（昭和13年）11月9日 - 1939年9月12日  | 陸軍中将     |
| ３ | 酒井鎬次 |      | 1939年（昭和14年）9月12日 - 1939年12月24日 | 陸軍中将     |

### 参謀長
- 倉茂周蔵 歩兵大佐：1937年（昭和12年）8月24日[4] - 1938年2月29日
- 落合甚九郎 歩兵中佐：1938年（昭和13年）2月29日[5] - 1939年（昭和14年）12月15日[6]

### 最終所属部隊
- 歩兵第31旅団：小玉与一 少将
  - 歩兵第69連隊（富山）：佐々木勇 大佐
  - 歩兵第107連隊（金沢）：長沢子郎 大佐
- 歩兵第118旅団：山口三郎 少将
  - 歩兵第119連隊（敦賀）：木村直樹 大佐
  - 歩兵第136連隊（鯖江）：清田悟 大佐
- 騎兵第109大隊：山崎清 中佐
- 山砲兵第109連隊：黒沢正三 中佐
- 工兵第109連隊：中村儀三 中佐
- 輜重兵第109連隊：緒方俊夫 少佐

## 第二次編成
1944年（昭和19年）5月、父島要塞守備隊を基幹に再編成され、大本営直属の小笠原兵団（兵団長：栗林忠道・第109師団長兼務）の隷下に入った。混成第1旅団を父島に、独立第2旅団を硫黄島に、混成第1連隊を母島に配備しアメリカ軍からの侵攻に備えた。1945年（昭和20年）2月16日からの硫黄島の戦いにおいて、栗林師団長のもと激戦を続けたが、同年3月26日に硫黄島守備隊は全滅（玉砕）した。その後、父島の混成第1旅団をもって第109師団を再編し、アメリカ軍の空襲を受けながら終戦まで守備を行った。

### 師団概要
- 通称号：膽（たん）
- 軍隊符号：109D
- 再編成時期：1944年（昭和19年）5月22日
- 編成地：小笠原
- 補充担任：甲府連隊区
- 最終位置：小笠原
- 最終上級部隊：第1軍

### 歴代師団長
- 栗林忠道 陸軍中将（陸軍大将）：1944年（昭和19年）5月27日 - 1945年3月17日（26日）戦死
- 立花芳夫 陸軍中将：1945年（昭和20年）3月23日 - 終戦[7]

### 参謀長
- 堀静一 大佐：1944年（昭和19年）5月27日 - 1944年12月30日[8]
- 高石正 大佐：1944年（昭和19年）12月30日 - 1945年（昭和20年）3月26日戦死[9]

### 硫黄島戦前の構成

#### 師団司令部
- 参謀長：堀静一 大佐  ⇒ 高石正 大佐
  - 作戦参謀：中根兼次 中佐
  - 情報参謀：西川猛雄 中佐
  - 築城参謀：吉田紋三 少佐
  - 後方参謀：山内保武 少佐
  - 参謀：堀江芳孝 少佐
- 高級副官：小元久米治 少佐
- 経理部員：中尾時春 主計中佐

#### 所属部隊
- 混成第1旅団：立花芳夫 少将
  - 独立歩兵第303大隊：安東九州男 少佐
  - 独立歩兵第304大隊：中北実 少佐
  - 独立歩兵第305大隊：工藤文雄 大尉
  - 独立歩兵第306大隊：吉岡直彦 大尉
  - 独立歩兵第307大隊：加藤武宗 大尉
  - 独立歩兵第308大隊：的場末勇 少佐
  - 混成第1旅団砲兵隊
  - 混成第1旅団工兵隊：來代長平 大尉
  - 混成第1旅団通信隊
  - 混成第1旅団野戦病院
- 混成第2旅団：大須賀応少将 ⇒ 千田貞季少将
  - 独立歩兵第309大隊：粟津勝太郎 大尉
  - 独立歩兵第310大隊：岩谷為三郎 少佐
  - 独立歩兵第311大隊：芦田元一大尉 ⇒ 辰己祭夫 少佐
  - 独立歩兵第312大隊：長田謙次郎 大尉
  - 独立歩兵第313大隊
  - 独立歩兵第314大隊：伯田義信 少佐
  - 混成第2旅団砲兵隊：前田一雄 少佐
  - 混成第2旅団工兵隊：大塚家一郎 中尉
  - 混成第2旅団通信隊：小園二三夫 大尉
  - 混成第2旅団野戦病院：野口巌 軍医大尉
- 第109師団砲兵隊
- 第109師団高射砲隊：東庄太郎 少佐
- 第109師団迫撃砲隊
- 第109師団噴進砲中隊：横山義雄 大尉
- 第109師団突撃中隊
- 第109師団工兵隊：前川陽治 少佐
- 第109師団通信隊：森田豊吉 中尉
- 第109師団警戒隊
- 第109師団野戦病院

小笠原兵団直轄
- 歩兵第145連隊（鹿児島）：池田増雄 大佐
- 戦車第26連隊：西竹一 中佐
- 重砲兵第9連隊：大坪四郎 中佐
- 混成第1連隊：政木均 大佐
- 独立混成第12連隊：坂田善市 大佐（南鳥島守備隊）
- 独立混成第17連隊：飯田雄亮 大佐
- 独立歩兵第274大隊：黒沢繁 大尉（母島守備隊）
- 独立歩兵第275大隊：竹中直二 少佐（兄島守備隊）
- 独立歩兵第276大隊：岩谷好 少佐（母島守備隊）
- 独立機関銃第1大隊：川南洸 大尉
- 独立機関銃第2大隊：川崎時雄 大尉
- 独立速射砲第8大隊：清水一 大尉
- 独立速射砲第9大隊：小久保蔵之助 少佐
- 独立機関銃第10大隊：松下久彦 少佐
- 独立速射砲第11大隊：野手保次 大尉
- 独立速射砲第12大隊：早内政雄 大尉
- 独立臼砲第20大隊：水足光男 大尉
- 中迫撃砲第2大隊：中尾猶助 少佐
- 中迫撃砲第3大隊：小林孝一郎 少佐
- 独立迫撃砲第1中隊
- その他直轄部隊
  - 特設機関砲隊
    - 特設第20機関砲隊
    - 特設第21機関砲隊
    - 特設第43機関砲隊
    - 特設第44機関砲隊

  - 船舶工兵第17連隊：相川順一郎 少佐
  - 工兵第2中隊：武蔵野菊蔵 中尉
  - 要塞建築勤務第5中隊：谷川純忠 中尉
  - 野戦作井第21中隊：川中良夫 中尉
  - 父島陸軍病院：柴田完 軍医中佐

### 終戦時の構成

#### 師団幹部
- 参謀：堀江芳孝 少佐

#### 所属部隊
- 独立歩兵第303大隊：安東九州男 少佐
- 独立歩兵第304大隊：中北実 少佐
- 独立歩兵第305大隊：工藤文雄 大尉
- 独立歩兵第306大隊：吉岡直彦 大尉
- 独立歩兵第307大隊：加藤武宗 大尉
- 独立歩兵第308大隊：的場末男 少佐
- 重砲兵第9連隊：大坪四郎 中佐
- 第109師団砲兵隊
- 第109師団工兵隊：山本将八 大尉
- 父島陸軍病院：柴田完 軍医中佐
- 混成第1連隊：政木均 大佐
- 独立混成第12連隊：坂田善市 大佐
- 独立混成第17連隊：飯田雄亮 大佐
- 独立歩兵第274大隊：黒沢繁 大尉
- 独立歩兵第275大隊：竹中直二 少佐
- 独立歩兵第276大隊：岩谷好 少佐
- 船舶工兵第17連隊：相川順一郎 少佐

## リンク
- 祖父の硫黄島戦闘体験記 - 独立工兵東部第2753部隊に徴兵され、混成第1旅団工兵隊（第二次編成）に所属し、硫黄島の戦いを生き残った兵長の記録